# Amotosalène
 (août 2013).
Si vous disposez d'ouvrages ou d'articles de référence ou si vous connaissez des sites web de qualité traitant du thème abordé ici, merci de compléter l'article en donnant les références utiles à sa vérifiabilité et en les liant à la section « Notes et références ».
L'amotosalène est un produit chimique dérivé des psoralènes qui s'interpose entre les bases pyrimidiques (cytosine, thymine ou uracile) des molécules d'ADN ou ARN. Après illumination par les UV-A (380 à 400 nm), ces liaisons deviennent irréversibles, ce qui rend non fonctionnelles ces molécules qui ne peuvent plus se répliquer et empêche ainsi la multiplication cellulaire.
L'amotosalène est utilisé pour l'inactivation virale et bactérienne des produits sanguins labiles, tels que le plasma ou les plaquettes.